# 室宿增六
室宿增六（飛馬座64），又名BD+31 4897，HD 220222、SAO 73205、HR 8887，是飛馬座的一颗恒星，视星等为5.32，位于銀經101.57，銀緯-27.32，其B1900.0坐标为赤經23h 17m 1.9s，赤緯+31° -27.32′ 52″。